# 秋の夜長と上手につきあう17の知恵
『秋の夜長と上手につきあう17の知恵』（あきのよながとじょうずにつきあうじゅうななのちえ）は、様々なアーティストの秋の楽曲を集めたコンピレーション・アルバム。2004年9月23日発売。発売元はSony Music Direct。

## 解説
“秋”を舞台にした、様々な楽曲を収録したコンピレーション・アルバム。発売元はソニー・レコード系列であるが、いくつかの楽曲は他社から音源を借りている。例えば、高田みづえ「秋冬」のライセンスは現在テイチクエンタテインメントが所有している。
主に、1970年代・1980年代のJ-POP、フォークソング、アイドル歌謡曲が中心に収録されている。CDジャケットは、花札にある絵をイメージしたもの。
翌年には、本作の続編的作品『秋歌』（2005年8月31日）も発売され、本作にも含まれる「秋桜」はさだまさし、「秋冬」は三ツ木清隆と、それぞれ異なるヴォーカル・バージョンが収録されている。

## 収録曲
1. Opening Bells by the Crickets 虫たちによる序曲
2. 秋桜（1977年10月1日）
  - 作詞・作曲：さだまさし、編曲：萩田光雄
  - 歌: 山口百恵、翌年さだまさしがセルフカヴァー（1978年3月25日『私花集』収録）。
3. 哀愁のカサブランカ（1982年7月17日）
  - 作詞：B.ヒギンズ、日本語詞：山川啓介、作曲：S.リンボ・J.ヘンリー、編曲：若草恵
  - 歌：郷ひろみ、バーティ・ヒギンズのカヴァー。
4. 秋止符（1979年12月20日）
  - 作詞：谷村新司、作曲：堀内孝雄、編曲：石川鷹彦
  - 歌：アリス、TBS系テレビドラマ『3年B組金八先生』の劇中で使用された。
5. 冬が来る前に（1977年11月1日）
  - 作詞：後藤悦治郎、作曲：浦野直、編曲：梅垣達志
  - 歌：紙ふうせん
6. わかって下さい（1976年2月5日）
  - 作詞・作曲：因幡晃、編曲：クニ河内
  - 歌：因幡晃、1976年のオリコン年間ヒットチャート第9位。
7. 思秋期（1977年9月5日）
  - 作詞：阿久悠、作曲・編曲：三木たかし
  - 歌：岩崎宏美
8. 色づく街（1973年8月21日）
  - 作詞：有馬三恵子、作曲・編曲：筒美京平
  - 歌：南沙織、第24回&第42回NHK紅白歌合戦歌唱曲。
9. 風立ちぬ（1981年10月7日）
  - 作詞：松本隆、作曲：大滝詠一、編曲：多羅尾伴内
  - 歌：松田聖子、大瀧詠一がイベントで一度歌ったことがある。
10. 秋の気配（1998年10月28日）
  - 作詞・作曲：小田和正、編曲：槇原敬之
  - 歌：槇原敬之、オフコースのカヴァー（1977年8月5日「秋の気配」）。
11. 初秋（1993年9月6日）
  - 作詞・作曲：浜田省吾、編曲：星勝・浜田省吾
  - 歌：浜田省吾、アルバム『その永遠の一秒に』・『初秋』（2003年9月26日、SACD）収録曲。
12. 学生街の喫茶店（1972年6月20日）
  - 作詞：山上路夫、作曲：すぎやまこういち、編曲：大野克夫
  - 歌：GARO、第24回NHK紅白歌合戦歌唱曲。
13. 君と歩いた青春（1981年8月26日）
  - 作詞・作曲：伊勢正三、編曲：萩田光雄
  - 歌：太田裕美、「風」のカヴァー（1976年11月25日『WINDLESS BLUE』収録曲）
14. 恋人よ（1980年8月21日）
  - 作詞・作曲：五輪真弓、編曲：船山基紀
  - 歌：五輪真弓、第31回NHK紅白歌合戦歌唱曲。
15. 晩秋（1998年5月21日）
  - 作詞・作曲：河島英五、編曲：若草恵
  - 歌：河島英五、TBS系テレビドラマ『命燃えて』主題歌、沢の鶴本醸造「実楽」CMソング。
16. 燃える秋（1978年11月5日）
  - 作詞：五木寛之、作曲：武満徹、編曲：田辺信一
  - 歌：ハイ・ファイ・セット、五木寛之原作の映画『燃える秋』主題歌。
17. 19の秋（1981年4月21日）
  - 作詞・作曲：村下孝蔵、編曲：水谷公生
  - 歌：村下孝蔵、アルバム『何処へ』収録曲。
18. 秋冬（高田みづえ）（1984年1月1日）
  - 作詞：中山丈二、作曲：堀江童子、編曲：若草恵
  - 歌：高田みづえ、第35回NHK紅白歌合戦（最後の紅白出演）歌唱曲。

## 関連作品
- 春の桜と優雅に語らう17の知恵（2005年2月23日）
- 春歌（2006年3月1日）
- 夏歌（2004年6月23日）
- 夏歌2（2005年6月22日）
- 秋歌（2005年8月31日）
- 冬歌（2004年11月26日）
- 冬歌2（2005年11月23日）